# Joseph de Galliffet
Pour les articles homonymes, voir de Galliffet.
Joseph d'Honon de Gallifet (ou Galliffet), né en Provence, décédé le 16 décembre 1706 en Guadeloupe, est un administrateur colonial français des XVIIe et XVIIIe siècles. Il est le gouverneur de Saint-Domingue de 1700 à 1703, puis Gouverneur de la Guadeloupe de 1703 à sa mort.

## Biographie

### Origines et famille
Issu d'une famille noble de Provence et Savoie, il est le fils de Pierre II, seigneur d'Honon et de Galliffet et de Marguerite de Bonfils. Il a deux frères Alexandre de Galliffet, lieutenant de vaisseau du roi, qui meurt en 1719, et Philippe de Galliffet.

### Carrière
(décembre 2011).
- Capitaine au régiment de Champagne,
- Commandant de l'Île de la Tortue (Haïti) et gouverneur de l'île Sainte-Croix (Îles Vierges américaines) aux colonies antillaises françaises.
- Gouverneur de Saint-Domingue de juillet 1700 au 16 décembre 1703
- Gouverneur de la Guadeloupe de 1703 au 16 décembre 1706

Il est l'un des acteurs de l'expédition de Carthagène en 1697, à la tête de « 110 volontaires coloniaux », assistés de 180 noirs libres sous la direction de Jean-Joseph de Paty.
En 1701, il veille à l'installation de Français à Bayaha (aujourd'hui Fort-Liberté) sur la côte nord de Saint-Domingue.
Joseph d'Honon de Gallifet envoie le Sieur du Rocher aux « indiens des Sambres » de la colonie française du Darién, en réponse à une proposition du précédent gouverneur l'amiral Jean-Baptiste du Casse, pour qu'il rallie les flibustiers français présents et leur interdise de s'allier avec les indiens Kunas contre la couronne espagnole. Bien que conscient de l'impossibilité de cette mission, il tenta de l'exécuter, ce qui rapprocha les indiens des flibustiers anglais, selon les écrits du voyageur et historien Pierre-François-Xavier de Charlevoix.
Les flibustiers anglais, hollandais et français avaient pris l'habitude de commercer du cacao et des écailles de tortues avec les indiens Kunas du Darién dès la fin du XVIIe siècle.
Il meurt sans postérité connue, laissant une fortune de 200 000 livres dont il ordonne de former un majorat dans le comtat Venaissin en faveur des aînés de la famille de mâle en mâle, à l'exclusion des filles.